# Franken Knights
I Franken Knights sono una squadra di football americano di Rothenburg ob der Tauber, in Germania; fondati nel 1983 come Rothenburg Knights assunsero il nome definitivo nel 1995 quando si trasferirono a Würzburg. Nel 1997 ritornarono a Rothenburg ob der Tauber.

## Dettaglio stagioni

### Tornei nazionali

#### Campionato

##### Bundesliga/GFL
| Stagione | regular season | regular season | regular season | regular season | regular season | regular season | playoff | playoff | playoff | playoff | playoff | playoff          | playoff             |
|          | Vin            | Par            | Per            | Tot            | PF             | PS             | Vin     | Per     | Tot     | PF      | PS      | risultato        | avversaria          |
| -------- | -------------- | -------------- | -------------- | -------------- | -------------- | -------------- | ------- | ------- | ------- | ------- | ------- | ---------------- | ------------------- |
| 1986     | 3              | 1              | 6              | 10             | 171            | 275            | -       | -       | -       | -       | -       | -                | -                   |
| 1987     | 0              | 0              | 7              | 7              | 17             | 246            | -       | -       | -       | -       | -       | -                | -                   |
| 1993     | 7              | 1              | 6              | 14             | 325            | 354            | 0       | 1       | 1       | 26      | 58      | Quarti di finale | Berlin Adler        |
| 1994     | 4              | 0              | 10             | 14             | 158            | 366            | 0       | 1       | 1       | 0       | 47      | Retrocessi       | Stuttgart Scorpions |
| 1995     | 1              | 0              | 11             | 12             | 83             | 679            | -       | -       | -       | -       | -       | -                | -                   |
| 2000     | 4              | 1              | 5              | 10             | 284            | 326            | 0       | 1       | 1       | 6       | 49      | Quarti di finale | Braunschweig Lions  |
| 2001     | 1              | 0              | 11             | 12             | 201            | 488            | 2       | 0       | 2       | 69      | 21      | Non retrocessi   | Marburg Mercenaries |
| 2002     | 8              | 1              | 3              | 12             | 489            | 405            | 0       | 1       | 1       | 42      | 49      | Quarti di finale | Hamburg Blue Devils |
| 2003     | 8              | 0              | 4              | 12             | 392            | 307            | 0       | 1       | 1       | 6       | 38      | Quarti di finale | Berlin Adler        |
| 2004     | 3              | 1              | 6              | 10             | 207            | 256            | 0       | 1       | 1       | 0       | 57      | Quarti di finale | Braunschweig Lions  |
| 2012     | 6              | 0              | 8              | 14             | 438            | 579            | -       | -       | -       | -       | -       | -                | -                   |
| 2013     | 4              | 0              | 10             | 14             | 302            | 488            | -       | -       | -       | -       | -       | -                | -                   |
| 2014     | 0              | 0              | 14             | 14             | 388            | 716            | 2       | 0       | 2       | 92      | 58      | Non retrocessi   | Kirchdorf Wildcats  |
| 2015     | 1              | 0              | 13             | 14             | 126            | 618            | -       | -       | -       | -       | -       | -                | -                   |
| Totale   | 50             | 5              | 114            | 169            | 3581           | 6103           | 4       | 6       | 10      | 241     | 377     |                  |                     |

Fonti: Enciclopedia del Football - A cura di Roberto Mezzetti

##### 2. Bundesliga/GFL2
| Stagione | regular season | regular season | regular season | regular season | regular season | regular season | playoff | playoff | playoff | playoff | playoff | playoff      | playoff          |
|          | Vin            | Par            | Per            | Tot            | PF             | PS             | Vin     | Per     | Tot     | PF      | PS      | risultato    | avversaria       |
| -------- | -------------- | -------------- | -------------- | -------------- | -------------- | -------------- | ------- | ------- | ------- | ------- | ------- | ------------ | ---------------- |
| 1984     | 2              | 0              | 6              | 8              | 115            | 174            | -       | -       | -       | -       | -       | -            | -                |
| 1985     | 8              | 0              | 2              | 10             | 335            | 143            | 3       | 0       | 3       | 82      | 55      | Campioni     | Hamburg Dolphins |
| 1988     | 6              | 0              | 4              | 10             | 226            | 187            | -       | -       | -       | -       | -       | -            | -                |
| 1989     | 2              | 0              | 4              | 6              | 80             | 94             | -       | -       | -       | -       | -       | -            | -                |
| 1990     | 3              | 0              | 5              | 8              | 148            | 183            | -       | -       | -       | -       | -       | -            | -                |
| 1991     | 8              | 0              | 4              | 12             | 250            | 126            | -       | -       | -       | -       | -       | -            | -                |
| 1992     | 9              | 0              | 1              | 10             | 514            | 139            | -       | -       | -       | -       | -       | -            | -                |
| 1996     | 4              | 0              | 10             | 14             | 256            | 427            | -       | -       | -       | -       | -       | -            | -                |
| 1997     | 6              | 1              | 5              | 12             | 241            | 250            | -       | -       | -       | -       | -       | -            | -                |
| 1998     | 11             | 1              | 2              | 14             | 380            | 191            | -       | -       | -       | -       | -       | -            | -                |
| 1999     | 13             | 0              | 1              | 14             | 549            | 159            | 2       | 0       | 2       | 78      | 2       | Promossi     | Hanau Hornets    |
| 2005     | 8              | 0              | 4              | 12             | 413            | 323            | -       | -       | -       | -       | -       | -            | -                |
| 2006     | 8              | 0              | 4              | 12             | 351            | 200            | -       | -       | -       | -       | -       | -            | -                |
| 2007     | 12             | 1              | 1              | 14             | 515            | 177            | -       | -       | -       | -       | -       | -            | -                |
| 2008     | 12             | 0              | 2              | 14             | 560            | 224            | -       | -       | -       | -       | -       | -            | -                |
| 2009     | 13             | 0              | 1              | 14             | 564            | 286            | 0       | 2       | 2       | 31      | 47      | Non promossi | Munich Cowboys   |
| 2010     | 10             | 0              | 4              | 14             | 449            | 217            | -       | -       | -       | -       | -       | -            | -                |
| 2011     | 13             | 0              | 1              | 14             | 557            | 199            | -       | -       | -       | -       | -       | -            | -                |
| 2016     | 3              | 0              | 11             | 14             | 296            | 455            | -       | -       | -       | -       | -       | -            | -                |
| Totale   | 151            | 3              | 72             | 226            | 6797           | 4154           | 5       | 2       | 7       | 191     | 104     |              |                  |

Fonti: Enciclopedia del Football - A cura di Roberto Mezzetti

##### Regionalliga
| Stagione | regular season | regular season | regular season | regular season | regular season | regular season | playoff | playoff | playoff | playoff | playoff | playoff   | playoff    |
|          | Vin            | Par            | Per            | Tot            | PF             | PS             | Vin     | Per     | Tot     | PF      | PS      | risultato | avversaria |
| -------- | -------------- | -------------- | -------------- | -------------- | -------------- | -------------- | ------- | ------- | ------- | ------- | ------- | --------- | ---------- |
| 2017     | 1              | 0              | 11             | 12             | 265            | 442            | -       | -       | -       | -       | -       | -         | -          |
| Totale   | 1              | 0              | 11             | 12             | 265            | 442            | -       | -       | -       | -       | -       |           |            |

Fonti: Enciclopedia del Football - A cura di Roberto Mezzetti

##### Bayernliga
| Stagione | regular season | regular season | regular season | regular season | regular season | regular season | playoff | playoff | playoff | playoff | playoff | playoff   | playoff            |
|          | Vin            | Par            | Per            | Tot            | PF             | PS             | Vin     | Per     | Tot     | PF      | PS      | risultato | avversaria         |
| -------- | -------------- | -------------- | -------------- | -------------- | -------------- | -------------- | ------- | ------- | ------- | ------- | ------- | --------- | ------------------ |
| 2018     | 6              | 0              | 4              | 10             | 270            | 144            | -       | -       | -       | -       | -       | -         | -                  |
| 2019     | 9              | 0              | 1              | 10             | 272            | 95             | 1       | 1       | 2       | 42      | 64      | Finale    | Regensburg Phoenix |
| Totale   | 15             | 0              | 5              | 20             | 542            | 239            | 1       | 1       | 2       | 42      | 64      |           |                    |

Fonti: Enciclopedia del Football - A cura di Roberto Mezzetti